# Buchhandlung Felix Jud

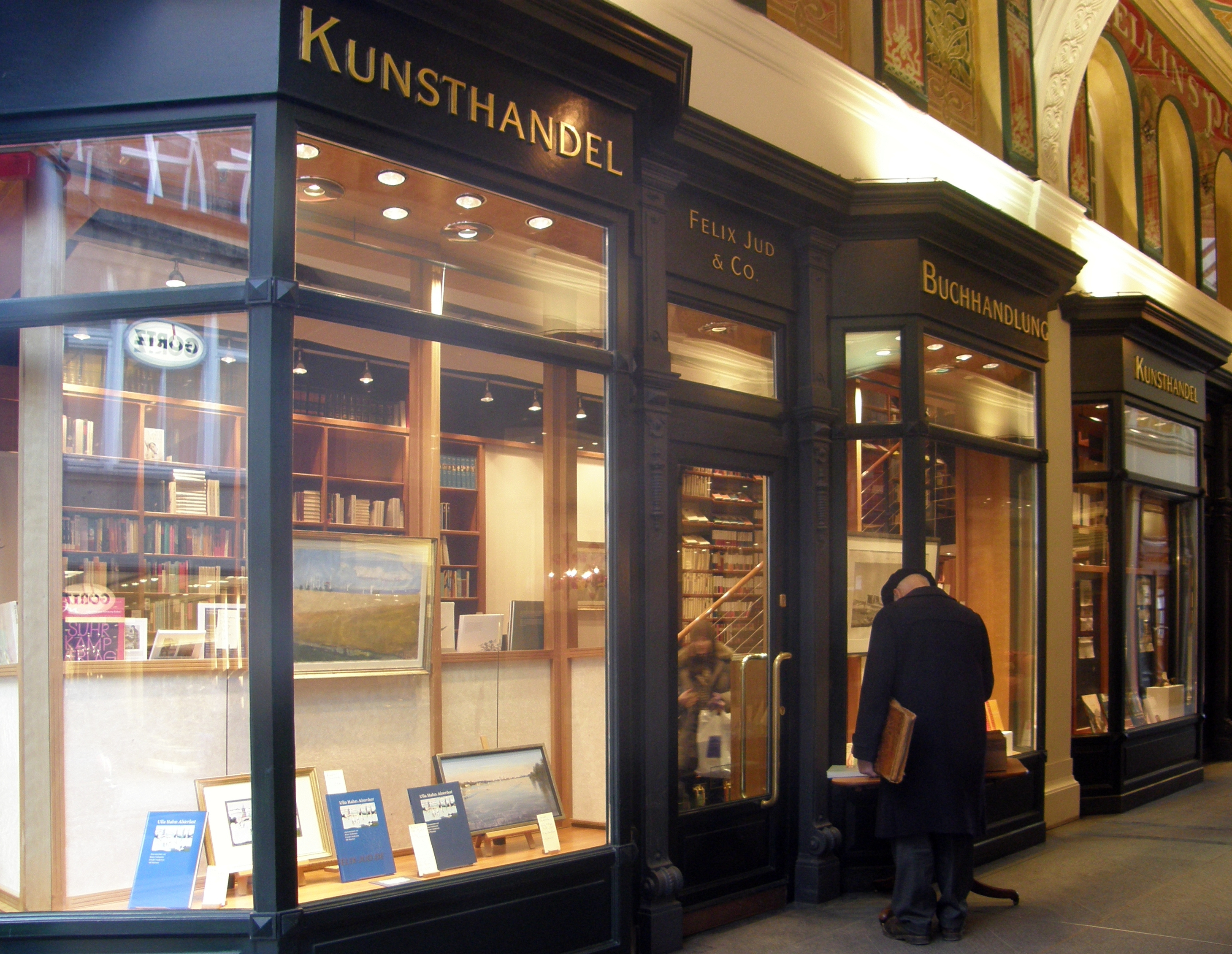
Schaufenster und Eingang der Buchhandlung Felix Jud in den Alsterarkaden (Mellin-Passage), der Haupteingang liegt am Neuen Wall 13

Die Buchhandlung Felix Jud ist eine Buchhandlung in Hamburg, die der 24-jährige Felix Jud 1923 gründete.

## Geschichte
Zusammen mit seiner Geschäftspartnerin Erna Kracht eröffnete Jud die Buchhandlung unter dem Namen Hamburger Bücherstube Felix Jud & Co. in den Colonnaden 104 im Stadtteil Hamburg-Neustadt. Zur Einweihung 1923 schrieb er im Einladungstext, die Buchhandlung solle „eine Pflegestätte sein für das gute und schöne Buch, für Publikationen über alte und moderne Kunst und für Bücher über Philosophie“. Während der NS-Zeit verkaufte er an vertrauenswürdige Kunden regimekritische Literatur. Nach dem Zweiten Weltkrieg eröffnete er seine Bücherstube 1948 am Neuen Wall 13 mit finanzieller Unterstützung von Axel Springer.
1962 trat Wilfried Weber (1939–2016) in das Unternehmen ein. Er wurde 1972 Teilhaber und nach dem Tod des Gründers Felix Jud 1985 Alleininhaber. Er korrespondierte mit Schriftstellern und Künstlern und repräsentierte die Buchhandlung nach außen. Martina Krauth begann 1976 eine Lehre in der Buchhandlung. Nach Abschluss des Germanistikstudium arbeitete sie ab 1987 wieder dort mit dem Schwerpunkt Kunstabteilung und wurde 1993 Teilhaberin. Seit 2019 ist Robert Eberhardt bei Felix Jud, ab 2020 als Mitinhaber und seit 2022 als alleiniger Inhaber. Er führt die Buchhandlung zusammen mit Martina Krauth.
Die Gestaltung der Schaufenster wechselte wöchentlich und reagierte auf Ereignisse, wie das politische Geschehen in der Stadt. Zum Erscheinen von Walter Kempowskis Roman Tadellöser & Wolff 1971 kuratierte Weber eine Schaufensterausstellung mit Objekten, die Kempowskis Arbeitsweise und Entwicklung des Romans veranschaulichten. 2002 wurde der 100. Geburtstag von Hans von Dohnanyi, der 1945 im KZ Sachsenhausen ermordet wurde, mit einer Schaufensterausstellung gewürdigt. Betrete man das Innere der Buchhandlung, erschließe sich nach einer Schilderung von Rainer Moritz die „exquisite Atmosphäre“ des Ortes mit seinen Möbeln aus Kirschholz.
In der Buchhandlung fanden Lesungen statt, so u. a. 1973 mit Uwe Herms, 1975 mit Axel Eggebrecht zum Erscheinen seiner Autobiografie, 2011 las Iris Berben aus der Novelle Rausch von Irène Némirovsky, 2015 stellte Fritz Raddatz seine Erinnerungen an Heinrich Maria Ledig-Rowohlt vor.
Die offizielle Bezeichnung der Firma lautet heute Felix Jud & Co. – Buchhandlung, Antiquariat, Kunsthandel. Um sich gegen die Marktführer der Branche zu behaupten, gründete die Buchhandlung zusammen mit sieben anderen in Köln, Berlin, München und Freiburg 2009 die Kooperation „5plus“, die auch selbst Bücher herausgibt,
2021 erhielt die Buchhandlung zum dritten Mal einen Deutschen Buchhandlungspreis, dieses Mal in der Kategorie „besonders herausragende Buchhandlung“ mit 15.000 Euro Preisgeld.
Im November 2022 eröffnete eine Filiale im Gebäude der Denkfabrik The New Institute.
Am 24. November 2023 wurde das 100-jährige Bestehen der Buchhandlung mit einem Senatsempfang mit 150  Gästen im Hamburger Rathaus gefeiert, Der Hamburger Kultursenator Carsten Brosda war anwesend. Der Schauspieler und Freund des Hauses Ulrich Tukur trug Lyrik und Lieder von Hans Leip vor, Bürgermeister a. D.  Klaus von Dohnanyi  und die Professorin für Philosophie Birgit Recki sprachen Grußworte.
Im März 2025 eröffnete eine Filiale in Keitum auf Sylt.

## Rezeption in Literatur
- Rainer Moritz: Felix Jud Hamburg. Unikat am Neuen Wall. In: ders.: Die schönsten Buchhandlungen Europas,  Gerstenberg Verlag, 4. Auflage, Hildesheim 2013, ISBN 978-3-8369-2768-0, S. 104–113.
- Buchhandlung Felix Jud. Hamburg. In: Meine schöne Buchhandlung (Bildband), Fotografien von Andreas Licht; Texte: Elizabeth Bandulet und Maria Platte, Knesebeck Verlag, München 2017, ISBN 978-3-95728-107-4. S. 22–27.
- Rainer Moritz: Die Buchhandlung – ein »geistiger Raum?« In: ders.: Leseparadiese. Sanssouci Verlag, München/Wien 2019, ISBN 978-3-99056-049-5, S. 144–157.